# Go! Up! スターダム!
「Go! Up! スターダム!」（ゴー・アップ・スターダム）は、Run Girls, Run!の3枚目のシングル。2018年10月31日にDIVE II entertainmentから発売された。規格品番はCD+DVD盤がEYCA-12056/B、CD盤がEYCA-12057。

## 概要
『Go! Up! スターダム!』は、Run Girls, Run!のメンバーがメインキャストを担当してる『キラッとプリ☆チャン』のテレビアニメの主題歌、および、アーケードゲームで使用されている曲である。クリエイター集団MONACAのメンバーが『プリティーシリーズ』に楽曲を提供するのは本作が初となった。

## 解説

### Go! Up! スターダム!
表題曲『Go! Up! スターダム!』は、テレビアニメ『キラッとプリ☆チャン』の第3クールのオープニングテーマとして2018年10月7日から使用された。また、アーケードゲームにも2018年10月4日より使用されている。Run Girls, Run!にとっては『キラッとプリ☆チャン』には第1・第2クールに引続いてオープニング主題歌担当アーティストとしての参加であり、テレビアニメ作品のタイアップとしても本楽曲で3曲目となった。
Run Girls, Run!の歌う『Go! Up! スターダム!』がオープニング主題歌となることは2018年7月29日に原宿で開催された1周年記念イベントにて発表された。
作曲は瀬尾祥太郎で、編曲はRun Girls, Run!のデビューシングルでも曲を提供した広川恵一であるが、両名ともクリエイター集団のMONACAのメンバーである。MONACAは『プリティーシリーズ』と同様の女児向けのトレーディングカードアーケードゲームであり、テレビアニメも放送されている『アイカツ』でメインの楽曲を2018年3月までの作品で多く手がけてきたが、『プリティーシリーズ』作品への参加は本楽曲が初めてである。ただ、Run Girls, Run!の楽曲としてはアニメシリーズの『Wake Up, Girls!』からの流れでデビュー曲やデビューシングルで関わりがあった。
ライブでの初披露は2018年9月23日にAKIHABARAゲーマーズ本店で開催された『Run Girls, Run!ニューシングル「Go! Up! スターダム!」リリースイベント AKIHABARAゲーマーズ本店』である。

#### ミュージックビデオ
ミュージックビデオのフルバージョンはCD+DVD盤のパッケージや各音楽配信サービス、動画配信サイトにて提供されている。YouTubeでも当初はショートバージョンが無料で、フルバージョンがYouTube Premiumで公開されていたが、その後、フルバージョンも無料公開となった。
学校を舞台にクラスメイトの3人がそれぞれの得意分野（たとえば、厚木那奈美はダンスの振り付け）で力を発揮し、協力しあってステージに立つというストーリー仕立てになっている。
本シングルのCD+DVD盤にはDVD-Videoに標準画質での収録となっているが、2020年5月20日に発売されたアルバム『Run Girls, World!』のCD+Blu-ray盤にはBDMVのハイビジョン画質で収録されている。

### 秋いろツイード
カップリング曲の『秋いろツイード』はノンタイアップ曲で、デビュー・シングルの『スライドライド』のカップリング曲である『サクラジェラート』、6枚目のシングル『Share the light』の収録曲『スノウ・グライダー』と同じく作詞が只野菜摘、作・編曲が石濱翔で、季節を感じさせる曲となっている。また、『サクラジェラート』では琴を使用したように、民族楽器である二胡を使用している。
ロックバンドBase Ball Bearのボーカル、ギターを担当している小出祐介は、2019年1月4日にLOFT9 Shibuyaにて開催された『小出祐介&南波一海の「こんばんはプロジェクト」vol.5』にて『秋いろツイード』を2018年のメジャーアイドルソングベスト2018の3位に選んでいる

## プロモーション
2018年9月から10月にかけて、東京、大阪、仙台の3都市でリリースイベントが開催された。各都市の1会場ではミニライブも行われている。

## シングル収録内容
| #         | タイトル                              | 作詞      | 作曲                | 編曲                                   | 時間  |
| --------- | ------------------------------------- | --------- | ------------------- | -------------------------------------- | ----- |
| 1.        | 「Go! Up! スターダム!」               | 藤林聖子  | 瀬尾祥太郎 (MONACA) | 広川恵一 (MONACA)、瀬尾祥太郎 (MONACA) | 3:59  |
| 2.        | 「秋いろツイード」                    | 只野菜摘  | 石濱翔 (MONACA)     | 石濱翔 (MONACA)                        | 4:38  |
| 3.        | 「Go! Up! スターダム!」(Instrumental) |           |                     |                                        | 3:58  |
| 4.        | 「秋いろツイード」(Instrumental)      |           |                     |                                        | 4:36  |
| 合計時間: | 合計時間:                             | 合計時間: | 合計時間:           | 合計時間:                              | 17:11 |

| #         | タイトル                             | 作詞 | 作曲・編曲 | 時間 |
| --------- | ------------------------------------ | ---- | ---------- | ---- |
| 1.        | 「Go! Up! スターダム!」(Music Video) |      |            | 4:05 |
| 合計時間: | 合計時間:                            | 4:05 |            |      |

## スタッフ・クレジット

### 「Go! Up! スターダム!」
- 前田和哉 – レコーディング、ミキシング
- 守屋勝美(redefine) – レコーディング
- 金川卓矢 – ドラム
- 広川恵一(MONACA) – ベース、ギター、プログラミング
- 瀬尾祥太郎(MONACA) – プログラミング

ミュージックビデオ
- 田代誠次郎(GiftBank LLC) – ディレクター
- 森川公博 – 撮影
- 平井達也(OFFICE DOING) – 照明ディレクター
- ASAMI – 振付
- 原田幸枝 – 衣装
- 三反理沙子(B★side) – ヘアメイク
- 高橋愛実(B★side) – ヘアメイク
- 塚本貴之(D.&A.MUSIC) – 編集
- 子田一幾(avex entertainment Inc.) – プロデューサー

### 「秋いろツイード」
- 守屋勝美(redefine) – レコーディング
- 石濱翔(MONACA) – ギター、プログラミング、ミキシング

### 共通
- 小柳令奈 – マスタリング

## 他収録CD
Go! Up! スターダム!
- キラッとプリ☆チャン♪ミュージックコレクション（2019年）TV size版を収録。DX版にはTVアニメ『キラッとプリ☆チャン』でのノンテロップオープニング映像も収録
- Run Girls, World!（2020年）CD+Blu-ray盤にはミュージック・ビデオも収録